# Charles de Prusse
Frédéric Charles Alexandre de Hohenzollern, prince de Prusse, né le 29 juin 1801 et décédé le 21 janvier 1883, est un membre de la maison royale de Prusse et de fait un officier de l'armée prussienne.

## Biographie

### Ascendance
Charles de Prusse est le troisième fils et le cinquième enfant du roi de Prusse Frédéric-Guillaume III (1770-1840) et de son épouse la princesse Louise de Mecklembourg-Strelitz (1776-1810). Il est donc le frère cadet de celui qui deviendra l'empereur Guillaume.
En 1806, la Prusse est défaite par les armées napoléoniennes lors des batailles d'Iena et d'Auerstaedt, mais une politique intelligente lui permet de préparer la revanche. La reine Louise, mère de Charles, est l'âme de la résistance mais meurt prématurément en 1810. La Prusse fait partie des puissances qui vainquent l'« ogre corse » en 1814 et 1815. Le Congrès de Vienne lui donne, à défaut de la Saxe, toute la rive gauche du Rhin et une frontière commune avec la France. En 1817, la princesse Charlotte, sœur aînée de Charles, épouse le tsar Nicolas Ier.

### Carrière militaire
Le prince Charles de Prusse intègre l'armée prussienne à l'âge de dix ans, en 1811. Treize ans plus tard, il est promu au grade de major général puis reçoit le commandement de la IIe division des Gardes. Il est fait général d'infanterie en 1844 puis est nommé inspecteur général de l'Armée en 1848. Il est finalement nommé responsable de l'artillerie et Generalfeldzeugmeister en 1854.
De 1864 à 1866, Charles de Prusse est également gouverneur de Mayence. Ultra-conservateur, il veut faire traduire en conseil de guerre son neveu le libéral Kronprinz Frédéric.
Lors de la guerre franco-prussienne, il ne participe pas au combat. Il restera en froid jusqu'à sa mort avec son frère devenu empereur d'Allemagne.

## Mariage et descendance
Circonvenus par leur sœur la tsarine qui, de Saint-Petersbourg, veille sur les intérêts de ses frères, les princes Guillaume et Charles de Prusse s'apprêtent à épouser les princesses de Saxe-Weimar. L'aîné des deux princes, Guillaume, devant épouser Marie, l'aînée des princesses; Charles, le cadet devant épouser Augusta la cadette. Cependant, lors de leur première rencontre, Charles et Marie s'éprennent l'un de l'autre tandis que Guillaume - qui ne peut oublier un amour malheureux - se résigne à épouser Augusta. Les deux couples seront toujours rivaux.
Le 26 mai 1827, Charles épouse, à Charlottenbourg, la princesse Marie de Saxe-Weimar-Eisenach (1808-1877), fille du grand-duc Frédéric-Charles de Saxe-Weimar-Eisenach (1783-1853) et de son épouse la grande-duchesse Marie Pavlovna de Russie (1786-1859).
De ce mariage naissent trois enfants :
- Frédéric Charles de Prusse (1828-1885), prince de Prusse, qui épouse Marie-Anne d'Anhalt-Dessau (1837-1906) ;
- Louise de Prusse (1829-1901), princesse de Prusse, qui épouse en 1854 le landgrave Alexis de Hesse-Philippsthal-Barchfeld (1828-1905) (divorce en 1861), sans postérité;
- Anne de Prusse (1836-1918), princesse de Prusse, qui épouse le prince Frédéric de Hesse-Cassel (1820-1884)